# Teodora (imię)
Teodora – żeński odpowiednik imienia Teodor. To samo znaczenie ma złożone z analogicznych członów, tylko w odwrotnej kolejności, imię Dorota.
Teodora imieniny obchodzi: 1 kwietnia, 17 kwietnia, 28 kwietnia, 4 maja, 12 maja, 17 września, 9 listopada i 28 listopada.
Znane osoby noszące imię Teodora:
- Flavia Maximiana Teodora — córka cesarza rzymskiego Maksymiliana, siostra cesarza Maksencjusza i cesarzowej Fausty,
- Teodora (500—548) — żona Justyniana I, królowa Konstantynopola,
- św. Teodora (ok. 810—867) — żona cesarza bizantyjskiego Teofila
- Teodora (?—928) — żona Teofilakta, panowała w Rzymie,
- Teodora (981—1056) — córka cesarza bizantyjskiego, Konstantyna VIII, siostra cesarzowej Zoe,
- Teodora Kosara — córka cara bułgarskiego Samuela, żona Jana Włodzimierza, władcy Dukli i Trawunii
- Teodora Wielka Komnena (przed 1253 — po 1285) — cesarzowa Trapezuntu,
- Theda Bara — aktorka filmu niemego,
- Teodora Glücksburg — księżniczka grecka.
- Theodora Greece — grecka aktorka.
- Teodora Lebenthal — polska lekarka pochodzenia żydowskiego.